# Sint Jacobskerk (Vlissingen)

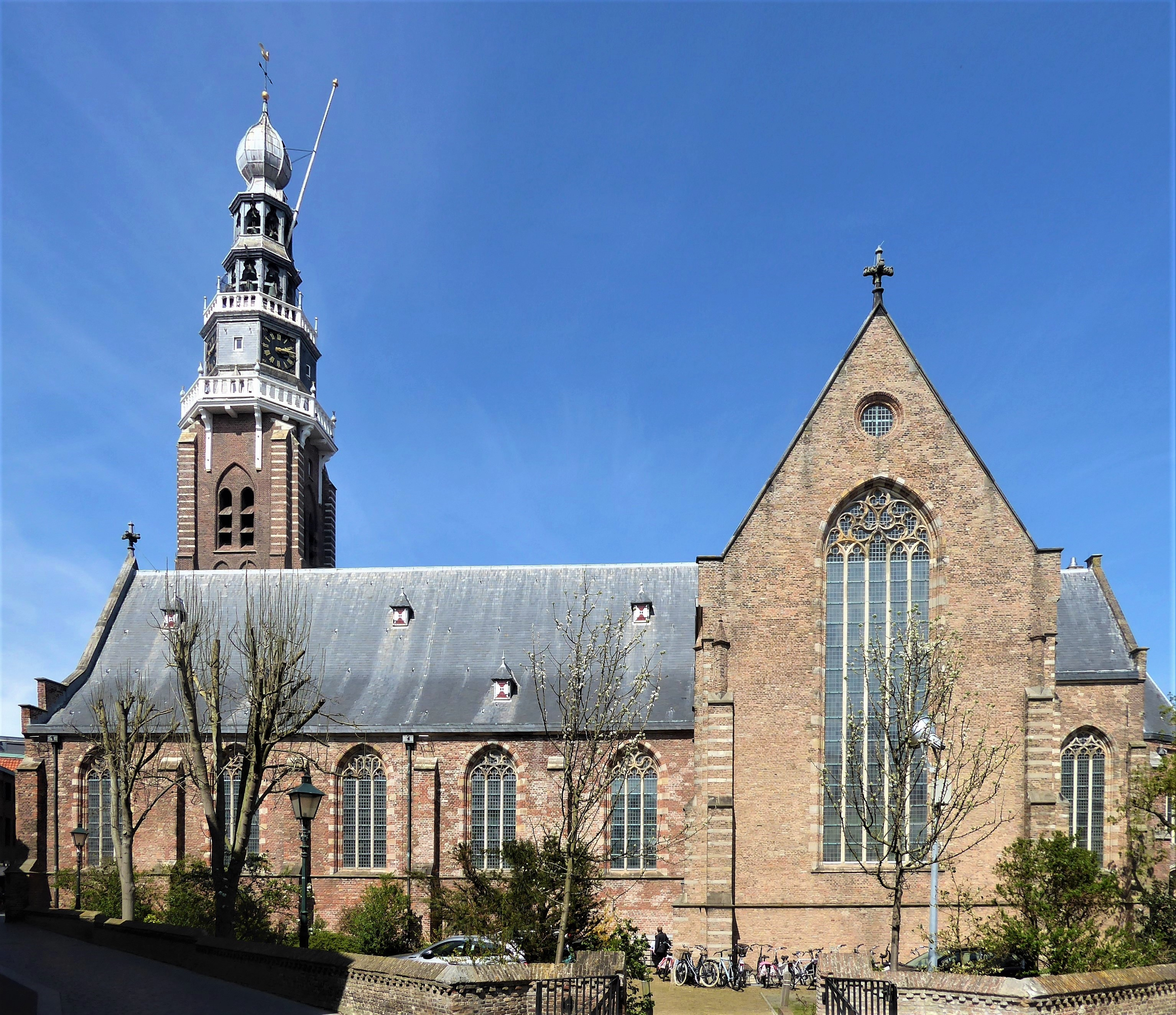
Sint Jacobskerk, Ansicht von Süden

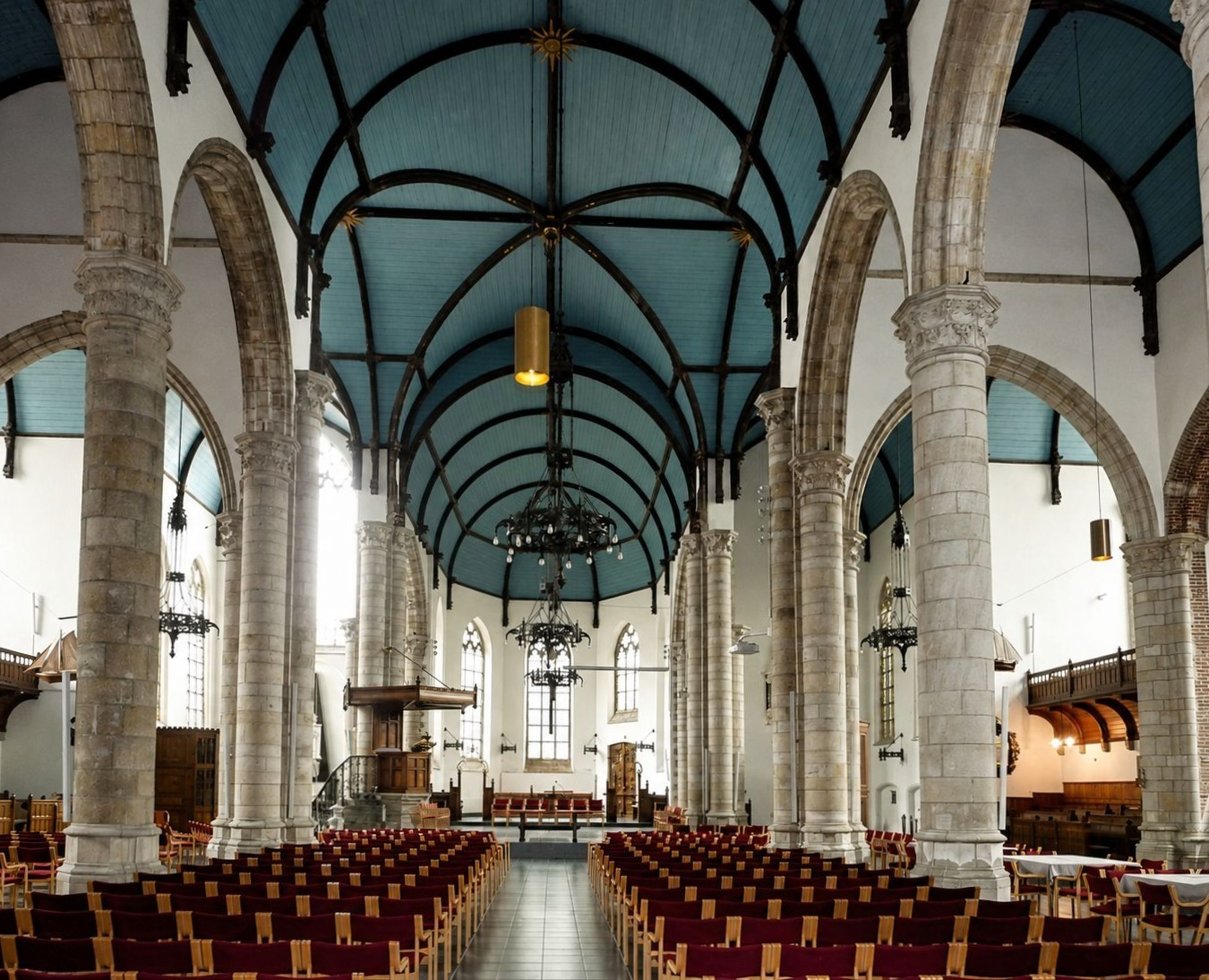
Blick durch das Langhaus

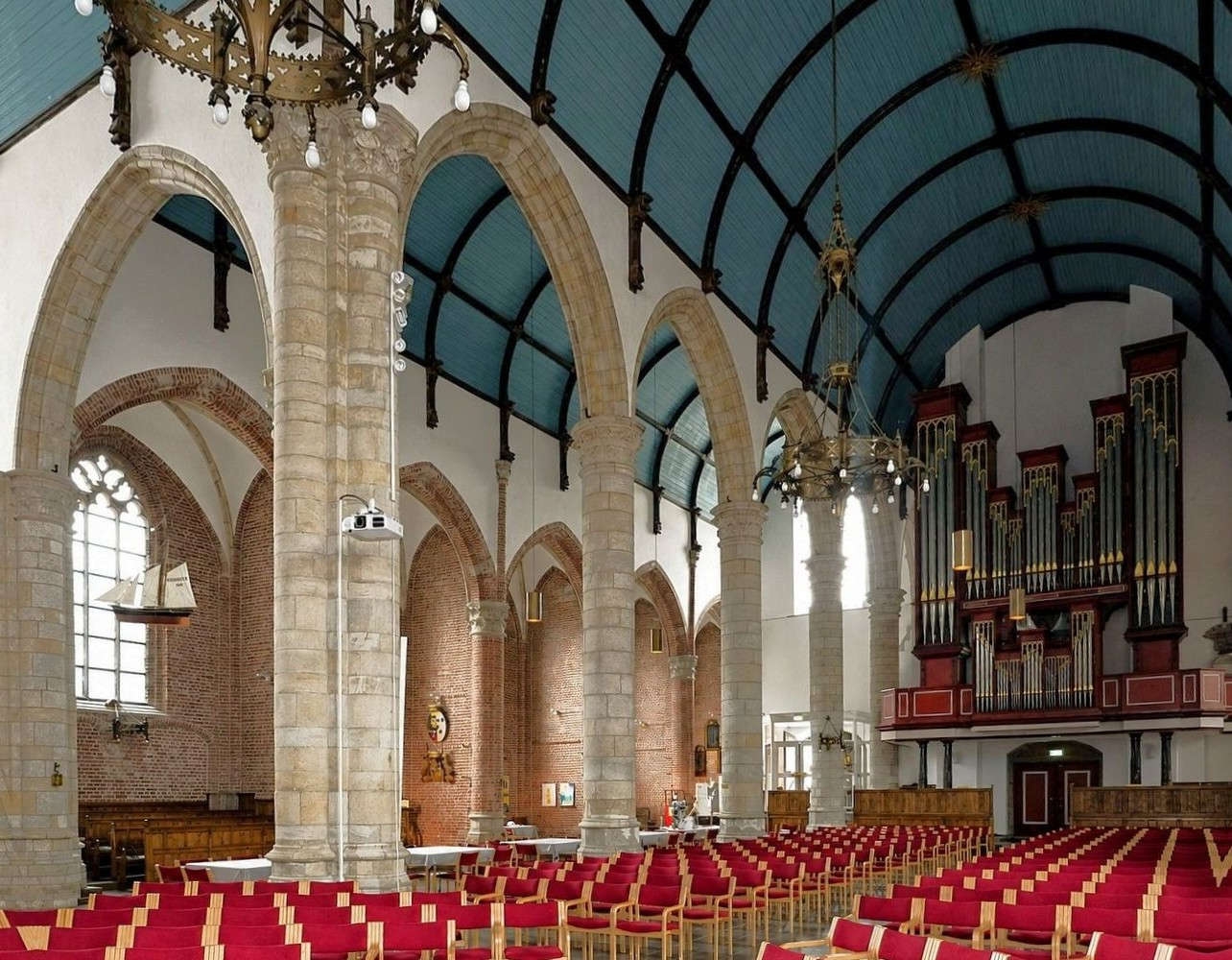
Blick zur Orgel

Die Grote of Sint Jacobskerk (deutsch Große oder Sankt-Jakobs-Kirche) ist ein Kirchengebäude der Protestantischen Kirche in den Niederlanden in Vlissingen in der Provinz Zeeland. Das Kirchenschiff sowie der Turm des Gotteshauses sind seit 1967 als niederländische Rijksmonumente eingestuft.

## Geschichte
Die bis zur Reformation zu Ehren des heiligen Jakobus der Ältere gewidmete Kirche wurde um 1320 von West-Soubourg abgepfarrt, sie entwickelte sich zu einer Station für Pilger auf dem Jakobsweg. Mit dem Bau der heutigen spätgotischen Pfarrkirche wurde um 1500 begonnen, dabei wurden von einem Vorgängerbau aus der Mitte des 14. Jahrhunderts der Kirchturm sowie der Chor mit 5/8-Schluss übernommen. Die Fertigstellung der heutigen Vlissinger Jakobskirche erfolgte um 1558, diese Jahreszahl findet sich in einer der Seitenkapellen.
Die Jakobskirche ist eine dreischiffige Hallenkirche mit über die Seitenschiffe herausragenden Querhausarmen. Die Seitenschiffe setzen sich über das Querhaus hinaus jeweils nördlich und südlich des Chorvorjoches fort. Daran schließt der schlichte Chor des Vorgängerbaus ohne Umgang an. Die Breite des Chors entspricht genau der des Mittelschiffs des Langhauses und des Vorjochs. Das Langhaus besitzt fünf Joche, wovon das erste Joch im Mittelschiff durch den in die Fassade des Neubaus einbezogenen Turm eingenommen wird. Die Seitenschiffe des Langhauses besitzen jeweils fünf Seitenkapellen. Nur diese wurden mit einem Kreuzgratgewölbe versehen, ansonsten finden sich in der Kirche hölzerne Tonnengewölbe.
1911 wurde die Kirche durch einen Brand schwer in Mitleidenschaft gezogen. Zu erneuten Beschädigungen kam es 1944 durch Kriegseinwirkung. Die Kirche wurde entsprechend dem ursprünglichen Zustand wieder hergestellt. Die Kirchengemeinde gehört
zur 2004 geschaffenen Protestantischen Kirche in den Niederlanden.

## Orgel
Die große Emporenorgel wurde 1968 von der Orgelbaufirma Flentrop erbaut. Bis 1965 stand auf der Empore eine große Orgel der Firma Van Dam, welche 1916 erbaut worden war. Die Van-Dam-Orgel war während der Sturmflut von 1953 beschädigt worden. Das heutige Instrument hat 35 Register auf drei Manualen und Pedal.
| I Hauptwerk C–g3 |            |     |
| 1.               | Prestant   | 16′ |
| 2.               | Octaaf     | 8′  |
| 3.               | Roerfluit  | 8′  |
| 4.               | Octaaf     | 4′  |
| 5.               | Spitsfluit | 4′  |
| 6.               | Octaaf     | 2′  |
| 7.               | Mixtuur VI |     |
| 8.               | Cymbel III |     |
| 9.               | Trompet    | 16′ |
| 10.              | Trompet    | 8′  |

| II Rückpositiv C–g3 |                |       |
| 11.                 | Prestant       | 8′    |
| 12.                 | Holpijp        | 8′    |
| 13.                 | Quintadeen     | 8′    |
| 14.                 | Octaaf         | 4′    |
| 15.                 | Roerfluit      | 4′    |
| 16.                 | Octaaf         | 2′    |
| 17.                 | Nasard         | 1 ⁄3′ |
| 18.                 | Mixtuur IV-VI  |       |
| 19.                 | Sesquialter II |       |
| 20.                 | Dulciaan       | 16′   |
| 21.                 | Dulciaan       | 8′    |
|                     | Tremulant      |       |

| III Brustwerk C–g3 |               |    |
| 22.                | Gedekt        | 8′ |
| 23.                | Prestant      | 4′ |
| 24.                | Gedekte fluit | 4′ |
| 25.                | Woudfluit     | 2′ |
| 26.                | Sifflet       | 1′ |
| 27.                | Scherp IV     |    |
| 28.                | Vox Humana    | 8′ |
|                    | Tremulant     |    |

| Pedalwerk C–f1 |            |     |
| 29.            | Prestant   | 16′ |
| 30.            | Octaaf     | 8′  |
| 31.            | Octaaf     | 4′  |
| 32.            | Mixtuur VI |     |
| 33.            | Bazuin     | 16′ |
| 34.            | Trompet    | 8′  |
| 35.            | Schalmei   | 4′  |